# LOL :-)
LOL :-) est une série télévisée québécoise créée par Pierre Paquin, Denis Savard et Daniel Michaud, diffusée depuis le 12 septembre 2010 sur le réseau TVA.
Elle est constituée de courts sketches humoristiques sans dialogue (excepté les mots anglais internationalement connus ou les noms propres) ayant une durée variant entre 40 et 120 secondes, et diffusé dans 130 pays.
En France, la série est diffusée depuis le 1er octobre 2011 sur Comédie+, et depuis 2013 sur France 2.

## Synopsis
La série se présente sous la forme de courtes séquences humoristiques sans dialogue, et met en scène les comédiens Réal Bossé, Martin Drainville, Sylvie Moreau, Julie Ménard et Antoine Vézina.

## Distribution
- Réal Bossé
- Sylvie Moreau
- Antoine Vézina
- Julie Ménard
- Martin Drainville
- Cathleen Rouleau
- Clauter Alexandre

## Fiche technique
- Script-éditeur : Pierre Paquin
- Auteurs : Daniel Michaud, Pierre Paquin, Denis Savard, François St-Amant
- Réalisateurs : Pierre Paquin, François St-Amant
- Directrice de production : Nathalie Larose
- Producteurs : Sylvain Parent-Bédard, Denis Savard
- Producteurs exécutifs: Denis Savard (lol 1), Daniel Michaud (lol 1-2), Nathalie Larose (lol 3-4), Lenny Jo Goudreau (lol 5-6-7-8-9)
- Musique : Paul-Étienne Côté

## Lieux de tournage
Mexique, États-Unis, Maroc, Canada, République Dominicaine, Suisse, Grèce, Cuba.

## Quelques diffuseurs dans le monde
Bell (Canada), Rai (Italie), France Télévision (France), Comédie (France), Mediaset (Espagne), ZDF (Allemagne), GloboSat (Brésil), YLE (Finlande), Polsat (Pologne), Alpha TV (Grèce), MTV (Liban), CTH Cable Thaï Holding (Thaïlande), KNT (Kenya), Murr Television (Liban) et de nombreux autres.